# Nicholas Latifi
Nicholas Latifi (ur. 29 czerwca 1995 w Toronto) – kanadyjski kierowca wyścigowy, od sezonu 2020 do 2022 startujący w mistrzostwach świata Formuły 1 w zespole Williams F1 Team.

## Życiorys

### Początki kariery
Latifi rozpoczął karierę w jednomiejscowych bolidach wyścigowych w wieku 16 lat w 2011 roku poprzez starty w Skip Barber presents the Mazda Winter Series Formula w klasie Skip Barber 2000. Tam też wygrał swój pierwszy wyścig w karierze na torze w Miami.

### Formuła 3
Rok później rozpoczął już starty we Włoskiej Formule 3. W ciągu 24 wyścigów zdołał 1 zwyciężyć i w dwóch stanąć na podium. Dorobek 117 punktów dał mu siódmą lokatę w klasyfikacji generalnej. Na początku 2013 roku wystartował w Toyota Racing Series New Zealand, gdzie zajął 9 pozycję w klasyfikacji końcowej.
Na sezon 2013 Formuły 3 Latifi podpisał kontrakt z brytyjską ekipą Carlin na starty w Europejskiej Formule 3 oraz Brytyjskiej Formule 3. Z dorobkiem odpowiednio 45 i 97 punktów ukończył sezon na odpowiednio piętnastej i piątej pozycji w klasyfikacji generalnej. Rok później startował w Europejskiej Formule 3 w bolidzie Prema Powerteam. Uzbierane 128 punktów uplasowało go na dziesiątej pozycji w klasyfikacji generalnej.

### Formuła Renault 3.5
W sezonie 2014 Latifi podpisał kontrakt z francuską ekipą Tech 1 Racing na starty w prestiżowej Formule Renault 3.5. Podczas drugiego wyścigu na torze Circuito de Jerez stanął na drugim stopniu podium. W ciągu sześciu wyścigów, w których wystartował, uzbierał łącznie dwadzieścia punktów, co dało mu dwudzieste miejsce w końcowej klasyfikacji kierowców. Ponadto podczas ostatniej rundy sezonu serii GP2 Kanadyjczyk dołączył do zespołu Hilmer Motorsport. W głównym wyścigu uplasował się na 22 pozycji, a w sprincie był siedemnasty. Został sklasyfikowany na 32 miejscu w klasyfikacji generalnej.
W roku 2015 został etatowym zawodnikiem brytyjskiej ekipy Arden Motorsport. Kanadyjczyk ośmiokrotnie sięgał po punkty. Najlepiej spisał się na torze Spa-Francorchamps i Red Bull Ring, gdzie rywalizację zakończył tuż za podium, na czwartej lokacie. Dorobek 55 punktów sklasyfikował go na 11. miejscu.

### Seria GP2/Formuła 2
Po raz pierwszy w serii GP2 pojawił się w 2014 roku. W niemieckim zespole Hilmer Motorsport, w ostatniej rundzie sezonu na torze w Abu Zabi, zastąpił Daniela Abta. Kanadyjczyk rywalizację zakończył wówczas na końcu stawki – w pierwszym starcie był dwudziesty drugi, natomiast w drugim awansował na siedemnastą lokatę.
W 2015 roku współpracę z ekipą MP Motorsport rozpoczął na węgierskim torze Hungaroring. Linię mety przeciął wówczas na piętnastej i czternastej lokacie. Po opuszczeniu eliminacji na torze Spa-Francorchamps i Autodromo Nazionale di Monza, wrócił do kokpitu holenderskiego teamu i wziął udział we wszystkich trzech pozostałych rundach. Ponownie nie udało mu się zapunktować. Najbliżej był w niedzielnych zmaganiach na torze Sakhir, gdzie był jedenasty.
W sezonie 2016 został etatowym kierowcą francuskiej ekipy DAMS. Pierwszy wyścig był dla niego bardzo udany. Do końca walczył o zwycięstwo z Francuzem Normanem Nato, z którym przegrał na mecie niecałe półtorej sekundy. Dzień później startował awansował na siódmą lokatę po starcie z ósmej. Kolejne wyścigi były jednak pasmem nieszczęść. W przeciągu czterech wyścigów rozegranych na ulicznych torach w Monte Carlo oraz Baku nie ukończył, natomiast w jednym z nich dojechał trzynasty. Zaledwie jeden punkt podczas sobotniej rywalizacji na austriackim torze Red Bull Ring zdobył za dziesiątą pozycję. Niedzielnego wyścigu także nie ukończył – tym razem na skutek rozbicia pojazdu na śliskim torze. Kolejne weekendy ponownie okazały się bezowocne w walce o punkty. Po dwa za dziewiątą lokatę odnotował dopiero w pierwszym starcie na torze Yas Marina w Abu Zabi. Dorobek dwudziestu trzech punktów pozwolił mu zająć 16. pozycję w końcowej klasyfikacji. Wypadł jednak mizernie na tle jego zespołowego partnera, Alexa Lynna, który na koniec sezonu był szósty z dorobkiem stu dwudziestu czterech punktów.
W 2017 roku francuska ekipa pomimo przeciętnego sezonu Kanadyjczyka postanowiła dać mu jeszcze jedną szansę. Seria GP2 została przemianowana na Formułę 2. Latifi poprawił się, zwłaszcza względem zespołowego partnera, Brytyjczyka Olivera Rowlanda. Pierwszy wyścig w Bahrajnie zakończył na jedenastej lokacie. W drugim jednak wykorzystał wyjazd samochodu bezpieczeństwa do awansu na czwartą pozycję. Po szóstym miejscu w sobotniej rywalizacji, na hiszpańskim torze w Barcelonie, w niedzielę Latifi startował z trzeciej lokaty. Kanadyjczyk wyszedł na prowadzenie po starcie i długo prowadził w wyścigu. Na dwudziestym drugim okrążeniu zblokował jednak koła i wyjechał na żwir, w konsekwencji czego utracił pozycję na rzecz Japończyka Nobuharu Matsushity oraz zespołowego partnera Rowlanda, z którym jednak do końca walczył o drugie miejsce. W pierwszym starcie, na ulicznym torze Monte Carlo, Latifi przedwcześnie zakończył rywalizację na skutek awarii silnika. W drugim zdołał awansować na trzynastą lokatę. Bardzo udanie zakończył się start na kolejnym z ulicznych obiektów, w azerskim Baku. Latifi w obydwóch startach zmagania zakończył jako trzeci. W drugim starcie do końca wywierał presję na dominatorze serii, Monakijczyku Charlesowi Leclercu. Podczas sobotniego startu na austriackim Red Bull Ringu Latifi ponownie do ostatniego okrążenia stanowił zagrożenie dla Leclerca – i tym razem jednak musiał uznać jego wyższość. Było to już jednak trzecie podium z rzędu. Na brytyjskim torze Silverstone Kanadyjczyk dojechał na ósmym miejscu, dzięki czemu dzień później startował z pole position. Latifi wykorzystał ten przywilej, od startu do mety pewnie jadąc po pierwsze w karierze zwycięstwo. Na węgierskim Hungaroringu Latifi po raz pierwszy utworzył dublet z zespołowym partnerem, finiszując za nim zaledwie dwie dziesiąte sekundy. Dzień później awansował o jedną lokatę, dojeżdżając na szóstej pozycji. Po wakacyjnej przerwie zaliczył nieudany weekend na belgijskim torze Spa-Francorchamps – wszystko przez fakt, że zgasł mu bolid na starcie do sobotniego wyścigu. Zupełnie inaczej wyglądała runda na włoskiej Monzy, gdzie stanął na podium w deszczowym wyścigu. Trzecie miejsce otrzymał jednak dopiero po wyścigu po tym, jak nałożono pięciosekundową karę na zwycięzcę Lucę Ghiotto. Na hiszpańskim torze Jerez de la Frontera Latifi ponownie był bliski podium – przegrał go jednak po chaotycznym restarcie na rzecz innego Włocha, Antonio Fuoco. Dzień później jednak zdołał włączyć się do walki o zwycięstwo. Długo walczył z liderem Alexem Palou, jednak ostatecznie i on, i Hiszpan, zostali pokonani przez Rosjanina Artioma Markiełowa. Kanadyjczyk zdołał jednak po raz ósmy w karierze stanąć na podium, w tym po raz trzeci na drugiej lokacie. Pierwszy start na torze Yas Marina w Abu Zabi zakończył na siódmej lokacie, jednak dzięki dyskwalifikacji Rowlanda i Fuoco awansował na piąte miejsce. Finałowe zawody zakończył po raz dziewiąty na podium, w tym po raz piąty na jego najniższym stopniu, po walce z Matsushitą. Dorobek stu siedemdziesięciu ośmiu punktów zapewnił mu wysoką 5. lokatę w końcowej klasyfikacji. Czwarte miejsce przegrał z Ghiotto różnicą zaledwie siedmiu punktów.
W roku 2018 zaliczył trzeci sezon w ekipie DAMS. Pojawiła się nowa konstrukcja bolidu, która została wyposażona w system „halo”, mający chronić głowę kierowcy. Latifi w pierwszej fazie sezonu wyraźnie nie radził sobie z ustawieniem pojazdu oraz pracą opon. Inauguracyjny weekend na torze Sakhir w Bahrajnie zakończył bez punktów, kończąc wyścigi na jedenastym i dziesiątym miejscu (po starcie z piętnastej pozycji). Na ulicznym torze w Baku Kanadyjczyk popełnił błąd na okrążeniu pomiarowym, w konsekwencji czego zniszczył ogumienie i nie odnotował konkurencyjnego czasu. Sobotni wyścig po starcie z końca stawki pojechał jednak bezbłędnie, a dzięki kilku neutralizacjom linię mety przeciął jako piąty. W niedzielę zaliczył udany start i do końca walczył o miejsce na podium. Do mety dojechał na trzecim miejscu, tuż przed goniącym go Brytyjczykiem Lando Norrisem. Na torze pod Barceloną po raz pierwszy odnotował dobrą sesję kwalifikacyjną, którą zakończył na szóstej pozycji. Tym razem popełnił błąd na starcie, dławiąc silnik. W konsekwencji wpadł w głąb stawki. W późniejszej fazie wyścigu miał problemy z samochodem, w związku z czym zakończył wyścig z okrążeniem straty do lidera. W niedzielnej rywalizacji zaliczył dobry start, a dzięki przyzwoitemu tempu zdołał wspiąć się na ósme miejsce. Na krętych ulicach Monte Carlo Kanadyjczyk po raz kolejny nie ustrzegł się błędów, w efekcie czego po raz kolejny startował z końca stawki. W trakcie sobotnich zmagań poradził sobie zdecydowanie lepiej, dzięki czemu linię mety przeciął jako dziewiąty. W niedzielę zyskał jedną pozycję na starcie, co pozwoliło mu wywalczyć jeden punkt za ósmą pozycję. Dodatkowe dwa punkty zyskał dzięki uzyskaniu najlepszego okrążenia wyścigu. Wyścig główny na francuskim torze Paul Ricard rozpoczął z dziesiątego miejsca. Linię mety przeciął na siódmym miejscu. Na starcie niedzielnych zmagań zyskał pozycję lidera kosztem Japończyka Tadasuke Makino. Kanadyjczyk nie prezentował jednak konkurencyjnego tempa, w związku z czym sukcesywnie zaczął tracić kolejne lokaty. Pod koniec rywalizacji wyraźnie cierpiał z powodu nadmiernej degradacji opon. Ostatecznie wyścig zakończył na ósmej pozycji. Na austriackim Red Bull Ringu Latifi zaliczył wyjątkowo kiepskie kwalifikacje, przez co zajął przedostatnie miejsce z ponad sekundą straty do zdobywcy pole position. W wyścigu poradził sobie zdecydowanie lepiej, jednak dojechał tuż za Amerykaninem Santino Feruccim, na niepunktowanej jedenastej lokacie. Wyższą formę zaprezentował w niedzielę, kiedy to zdołał wywalczyć punkt za ósme miejsce. Bardzo nieudany weekend zaliczył na Silverstone. W kwalifikacjach zajął szesnastą pozycję, by ostatecznie dojechać na ostatniej siedemnastej lokacie. Dzień później linię mety przeciął jedynie przed Brazylijczykiem Sérgio Sette Câmara, który w trakcie rywalizacji musiał zjechać na nieplanowany postój w związku z uszkodzeniem przedniego skrzydła. Na Hungaroringu sobotni start rozpoczął z czternastej lokaty. Wyścig zakończył rozbiciem bolidu w zmiennych warunkach. W niedzielnej rywalizacji wprawdzie dojechał do mety, jednak na przedostatniej pozycji. Po wakacyjnej przerwie Latifi udał się na rundę w Belgii. W drugiej fazie sezonu Kanadyjczyk prezentował zdecydowanie lepsze osiągi. Kwalifikacje zakończył na dwunastym miejscu. Wyścig pojechał na alternatywnej strategii, która polegała na wyraźnym opóźnieniu pierwszej wizyty w boksach. Ostatecznie zaowocowała ona przecięciem linii mety na ósmej pozycji. Start z pole position Kanadyjczyk wykorzystał w najlepszy możliwy sposób. Dzięki szybkiej i bezbłędnej jeździe sięgnął po pierwsze zwycięstwo w sezonie z przewagą ponad dziesięciu sekund nad walczącymi o tytuł Norrisem i Tajem Alexem Albonem. Dodatkowe dwa punkty zdobył dzięki najszybszemu okrążeniu wyścigu. Na Monzy Latifi zakwalifikował się na piątej pozycji. Na starcie stracił swoją lokatę, jednak pod koniec rywalizacji odebrał ją mającemu problemy z degradacją ogumienia Norrisowi. W niedzielę kierowca DAMS zaliczył znakomity start z czwartego pola, dzięki czemu wyszedł na czoło stawki. Przed szykaną Variante zblokował jednak koła, w konsekwencji czego był zmuszony przejechać po wysokich krawężnikach. Kanadyjczyk utrzymał wprawdzie swoją pozycję, jednak w dalszej fazie rywalizacji nie prezentował na tyle wysokiego tempa, aby utrzymać miejsce na podium. Do trzeciego Sette Camary stracił jednak nieco ponad sekundę na mecie. Na torze w Soczi Kanadyjczyk sobotni start rozpoczął z czwartej lokaty. Latifi zaliczył udany start i prezentował przyzwoite tempo. Ostatecznie pokonał w walce o drugie miejsce Holendra Nycka de Vriesa. Linię mety przeciął jednak jedenaście sekund za zespołowym partnerem Albonem, który wyraźnie górował nad nim w tegorocznym sezonie, mimo iż Taj był dopiero debiutantem. Niedzielny start Latifi zakończył zaraz po starcie. W tył jego bolidu wjechał bowiem Włoch Alessio Lorandi, który zbyt mocno opóźnił hamowanie. Kwalifikacje na torze Yas Marina w Abu Zabi były najlepszymi w sezonie Kanadyjczyka, gdyż zakończył je na trzeciej pozycji. Sobotni start rozpoczął się jednak dla niego dramatycznie. Latifi zgasił silnik. W jego bolid wjechał Hindus Arjun Maini. Kanadyjczyk wyszedł z pojazdu o własnych siłach, jednak był zmuszony udać się do centrum medycznego. Uniknął poważniejszych obrażeń, dzięki czemu mógł wystartować w finałowym wyścigu sezonu. Poobijany Latifi nie był jednak w stanie zaprezentować dobrego tempa, w efekcie czego dojechał na ostatniej pozycji. Przeciętny sezon zakończył na 9. miejscu z dorobkiem 91 punktów i trzech miejsc na podium. Jego zespołowy partner Albon został drugim wicemistrzem serii, mając na koncie osiem podiów i 212 punktów.

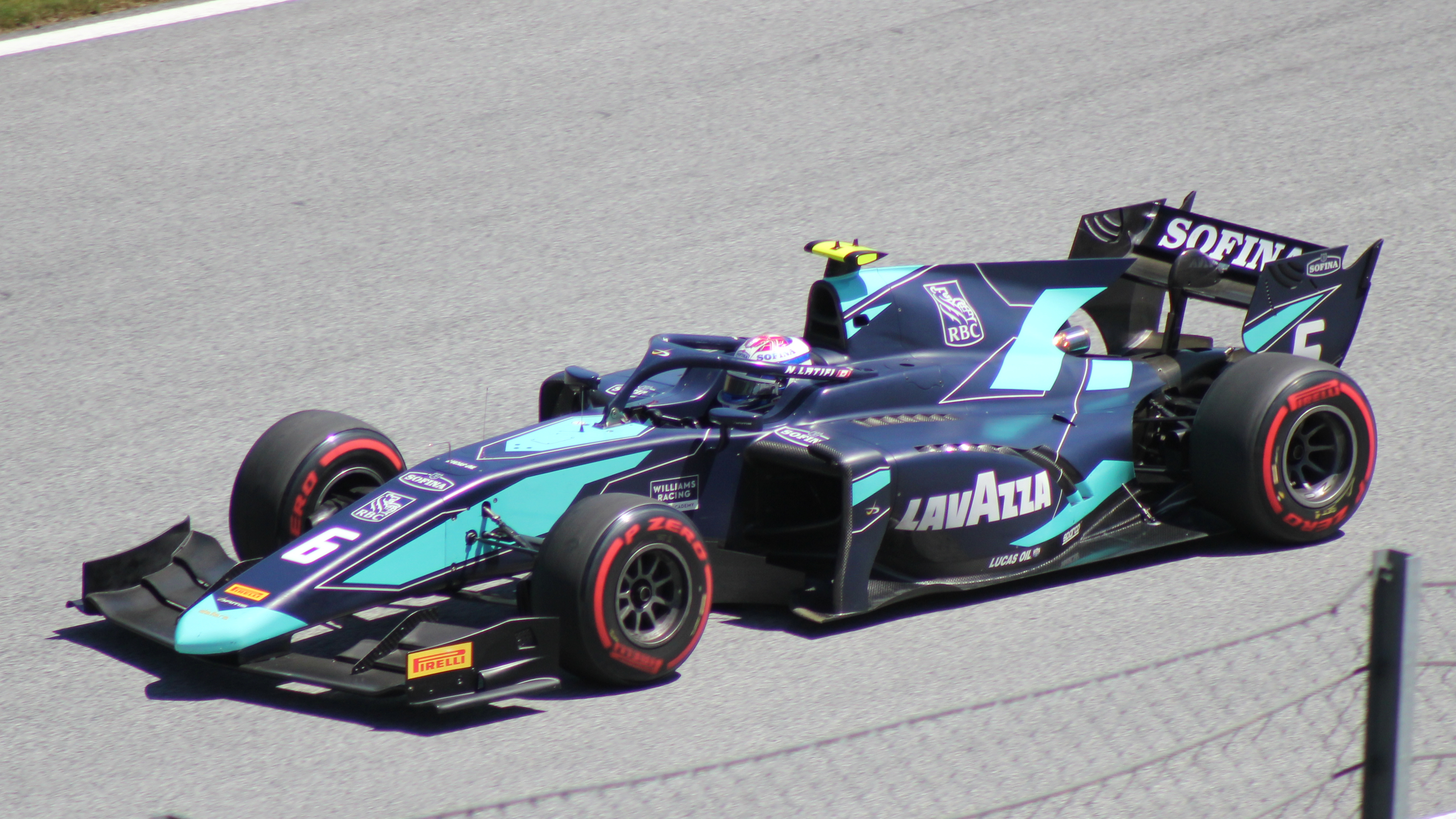
Latifi podczas wyścigu Formuły 2 na Red Bull Ringu (2019)

Sezon 2019 był czwartym i ostatnim zarówno w zespole DAMS, jak i całej serii. Kanadyjczyk zaliczył jednak wyraźny progres wyników w nowym samochodzie, co potwierdził już w pierwszej rundzie sezonu w Bahrajnie. Po starcie z czwartej lokaty Kanadyjczyk prezentował równe tempo. Dzięki zadbaniu o opony był w stanie wyprzedzić na dziewiątym okrążeniu Szwajcara Louisa Delétraza, obejmując tym samym prowadzenie w wyścigu. Prowadził do wizyty w boksach, jednak problem z przykręceniem koła kosztował go cztery sekundy, w konsekwencji czego spadł za trzech rywali. Znakomite tempo ponownie pozwoliło mu objąć prowadzenie, którego nie oddał do końca rywalizacji. Było to pierwsze zwycięstwo Kanadyjczyka w wyścigu głównym, dzięki któremu po raz pierwszy również został liderem klasyfikacji generalnej. W niedzielnym starcie ponownie zaprezentował znakomite osiągi, które pozwoliły mu stanąć na najniższym stopniu podium. Linię mety przeciął tuż za Brazylijczykiem Sergio Sette Câmarą. Sobotni start na ulicznym torze w Baku rozpoczął z siódmej pozycji. Latifi udanie wystartował, dzięki czemu był w stanie po raz kolejny walczyć o podium. Do ostatniego okrążenia wyścigu jechał na trzeciej lokacie. Stracił ją jednak na rzecz Brytyjczyka Jordana Kinga, który miał dużo świeższe opony. Dzień później utrzymał trzecie miejsce po starcie, by w przeciągu sześciu okrążeń uporać się zarówno z Amerykaninem Juanem Manuelem Correą, jak i Indonezyjczykiem Seanem Gelaelem. Następnie sukcesywnie budował przewagę aż do okresu neutralizacji. Po niej jednak Latifi nie dał sobie odebrać prowadzenia, sięgając po drugie zwycięstwo w sezonie. To pozwoliło mu umocnić się na pozycji lidera tabeli. Na hiszpańskim torze pod Barceloną zakwalifikował się na drugiej pozycji. Na starcie zyskał pozycję kosztem Włocha Luki Ghiotto, jednak stracił na rzecz Chińczyka Guanyu Zhou. Kanadyjczyk wyprzedził rywala krótko po wizycie w boksach, by ostatecznie sięgnąć po pewną wygraną. Było to drugie z rzędu, a trzecie w sezonie zwycięstwo. Na starcie niedzielnego wyścigu stracił pozycję na starcie. Początkowo jechał spokojnym tempem. Pod koniec rywalizacji jego osiągi były jednak zdecydowanie lepsze od Brytyjczyków Jacka Aitkena oraz Jordana Kinga, dzięki czemu bez trudu ich wyprzedził. Ostatecznie linię mety przeciął jako szósty. Dodatkowe dwa punkty wywalczył za wykręcenie najlepszego czasu okrążenia. Na krętych ulicach Monte Carlo startował z szóstej lokaty. Kanadyjczyk kiepsko wystartował, a jego tempo nie było najlepsze. Najwięcej stracił na kolizji Kolumbijki Tatiany Calderón z Niemcem Mickiem Schumacherem, która zablokowała nitkę toru w zakręcie Rascasse. Latifi był jednym z zawodników, którzy utknęli w korku. Ostatecznie dojechał na dwunastej pozycji z okrążeniem do zwycięzcy. Był nim Holender Nyck de Vries, który znacznie przybliżył się w klasyfikacji do kierowcy DAMS. Na francuskim torze Paul Ricard kierowca DAMS stracił pozycję lidera na rzecz De Vriesa po tym, jak Holender sięgnął po kolejną wygraną. Kanadyjczyk w sobotniej rywalizacji startował z szóstej lokaty. Latifi zaliczył solidny wyścig, który zakończył na piątym miejscu. Niedzielny start tym razem nie przebiegł po myśli Latifiego. Ostatecznie dojechał szósty. Za sprawą dziesiątej pozycji De Vriesa zdołał odrobić do Holendra trzy punkty w punktacji. Na austriackim Red Bull Ringu ponownie zakwalifikował się na szóstym miejscu. W sobotę Kanadyjczyk brał udział w kolizji ze swoim zespołowym partnerem, Sergio Sette Câmarą. Winą za incydent sędziowie obarczyli Brazylijczyka. W konsekwencji Latifi linię mety przeciął jako dziewiąty. W niedzielę Latifi zdołał awansować w wyścigu, dzięki czemu dojechał na szóstej pozycji. Kwalifikacje na torze Silverstone zakończył na czwartej lokacie. W sobotnim starcie Kanadyjczyk zaliczył bardzo dobry start, dzięki któremu awansował na trzecie miejsce. Po wizycie w boksach przeskoczył Chińczyka Guanyu Zhou i pojedynkował się o prowadzenie z Lucą Ghiotto, doprowadzając nawet do kontaktu. Wykorzystawszy dogrzane opony, zdołał wyprzedzić rywala, jednak gdy ten także doprowadził ogumienie do odpowiedniej temperatury, wyprzedził Latifiego w zakręcie jedenastym i odskoczył na dystans ponad trzech sekund. Ostatecznie w takiej odległości przecięli linię mety na dwóch pierwszych pozycjach. Na starcie niedzielnego wyścigu Latifi ponownie zyskał kilka pozycji. Długo odpierał ataki Niemca Micka Schumachera, jednak zachował lepszą kondycję opon w końcowej fazie wyścigu, dzięki czemu utrzymał piąte miejsce. Sobotni start na Hungaroringu Latifi rozpoczął z trzeciego miejsca. Kanadyjczyk po raz kolejny popisał się dobrym startem i wyprzedził głównego rywala do tytułu mistrzowskiego, a zarazem zdobywcę pole position De Vriesa w trzecim zakręcie. Dzięki szybkiemu tempu w wydłużonym przejeździe zdołał utrzymać prowadzenie przed Holendrem. Chwile zwątpienia odczuł na dwunastym okrążeniu, kiedy w wyniku tłoku na torze stracił czas za Amerykaninem Juanem Manuelem Correą. Ostatecznie przeciął linię mety po raz czwarty w sezonie jako pierwszy, tuż przed kierowcą ART Grand Prix. Niedzielny wyścig zakończył na siódmym miejscu, tuż za Holendrem. Kanadyjczyk długo próbował wyprzedzić rywala, jednak układ toru skutecznie mu to uniemożliwił. Po wakacyjnej przerwie przyszedł czas na wyścigu na Spa-Francorchamps. Latifi kwalifikacje zakończył na dziesiątej pozycji, natomiast jego rywal De Vries wywalczył pole position. Wyścig ostatecznie został zakończony po trzech okrążeniach w wyniku makabrycznego wypadku z udziałem Francuza Anthoine’a Huberta i Juana Manulea Correi. Po ogłoszeniu komunikatu o śmierci pierwszego z nich sprint został odwołany. W ten sposób Kanadyjczyk uniknął realnej szansy na utratę punktów w klasyfikacji do Holendra. Na włoskim torze Monza miał jednak ostatecznie stracić realne szanse na mistrzostwo. Początek sobotniej rywalizacji zapowiadał jednak udany weekend. Latifi zaliczył udany start z siódmej lokaty i długo walczył o miejsce w czołówce. Ostatecznie jednak pogrzebał swoje szanse w szykanie Variante Della Roggia, gdzie po kontakcie z Guanyu Zhou uszkodził przednie skrzydło i lewą oponę. Aby zjechać do boksów, musiał pokonać zdecydowanie większą część nitki toru. W konsekwencji wyścig zakończył na ostatnim trzynastym miejscu z okrążeniem straty do zwycięzcy. De Vries stanął wówczas na najniższym stopniu podium. W niedzielnym sprincie linię mety przeciął jako dziesiąty, podczas Holender ponownie był trzeci. To oznaczało, że Nyck miał szansę przypieczętować mistrzostwo już w kolejnej eliminacji, na torze w Soczi. Kanadyjczyk kwalifikacje zakończył na drugim miejscu, tuż za De Vriesem. Na starcie nie był w stanie zaatakować Holendra i mimo usilnych starań musiał uznać wyższość kierowcy ART Grand Prix. Nyck zwycięstwem przypieczętował tegoroczne mistrzostwo. Latifi drugą pozycją umocnił się jednak na pozycji wicelidera tabeli. W niedzielnym starcie Latifi wyścig zakończył na piątej lokacie. Awansował jednak na czwartą dzięki karze czasowej nałożonej na jego zespołowego partnera Camarę. Dodatkowe dwa punkty wywalczył za najszybsze okrążenie wyścigu. Do ostatniej rundy sezonu na torze Yas Marina przystępował z bezpieczną przewagą nad Ghiotto i Camarą. Długi wyścig rozpoczął z siódmego miejsca i na takim też zakończył. Zwycięstwo zespołowego partnera oznaczało jednak, że Kanadyjczyk posiadał zaledwie sześć punktów przewagi przed ostatnią rundą sezonu. Do sprintu Latifi startował jednak z drugiej pozycji. Kanadyjczyk zaliczył przeciętny start, jednak dzięki przyzwoitemu tempu wyścigowemu dojechał na drugiej lokacie. Tytuł wicemistrzowski przypieczętował dodatkowymi punktami za najszybsze okrążenie. Sezon zakończył z dorobkiem 214 punktów – 7 przed Ghiotto i 10 przed Camarą.

### Brytyjski Puchar Porsche Carrera
W roku 2014 Latifi zadebiutował w Brytyjskim Pucharze Porsche Carrera. Reprezentując zespół Redline Racing na torze Rockingham, w pierwszym wyścigu nie dojechał do mety, jednak w drugim z końca stawki zdołał awansować na czwartą lokatę. Czternaście punktów sklasyfikowało 24. miejscu.
W kolejnym sezonie zaliczył osiem startów w tej serii. Tym razem ścigał się w barwach TV Racing. Kanadyjczyk punktował w siedmiu wyścigach, stając na średnim stopniu podium w pierwszym starcie na torze Oulton Park. Z dorobkiem 72 punktów zmagania zakończył na 11. pozycji.

### Formuła 1
W roku 2019 był kierowcą testowym i rozwojowym zespołu Williams Racing. 28 listopada 2019, szefowa zespołu Williams – Claire Williams – ogłosiła, że Latifi został etatowym kierowcą zespołu na sezon 2020. Po sezonie 2022 opuścił Williamsa, jego miejsce zajął Logan Sargeant.

## Wyniki
| Legenda oznaczeń w tabelach wyników Wyświetl szablon na nowej stronie | Legenda oznaczeń w tabelach wyników Wyświetl szablon na nowej stronie                                                                     |
| Oznaczenie                                                            | Wyjaśnienie |
| --------------------------------------------------------------------- | --- |
| Złoty                                                                 | Zwycięzca lub mistrzostwo |
| Srebrny                                                               | 2. miejsce lub wicemistrzostwo |
| Brązowy                                                               | 3. miejsce lub II wicemistrzostwo |
| Zielony                                                               | Ukończył, punktował (w klasyfikacji generalnej, gdy zdobył co najmniej jeden punkt na przestrzeni sezonu, poza trzema powyższymi opcjami) |
| Niebieski                                                             | Ukończył, nie punktował (w klasyfikacji generalnej, gdy nie zdobył co najmniej jednego punktu na przestrzeni sezonu)                      |
| Czerwony                                                              | Nie zakwalifikował się (NZ) |
| Czerwony                                                              | Nie prekwalifikował się (NPK) |
| Różowy                                                                | Nie ukończył (NU) |
| Różowy                                                                | Niesklasyfikowany (NS) (w klasyfikacji generalnej, gdy nie został sklasyfikowany w żadnym wyścigu sezonu)                                 |
| Czarny                                                                | Zdyskwalifikowany (DK) |
| Czarny                                                                | Wykluczony (WYK/EX) |
| Biały                                                                 | Nie wystartował (NW) |
| Biały                                                                 | Kontuzjowany (K/INJ) |
| Biały                                                                 | Wyścig odwołany (OD/C) |
| Bez koloru                                                            | Został wycofany (WYC/WD) |
| Bez koloru                                                            | Nie przybył (NP/DNA) |
| Bez koloru                                                            | Nie brał udziału w treningach (NT/DNP) |
| Bez koloru                                                            | Nie został zgłoszony (–) |
| Pogrubienie                                                           | Start z pole position |
| Kursywa                                                               | Najszybsze okrążenie wyścigu |
| †                                                                     | Nie ukończył, ale jego rezultat został zaliczony ze względu na przejechanie więcej niż 90% dystansu wyścigu.                              |
| *                                                                     | Sezon w trakcie |
| 1/2/3                                                                 | Punktowana pozycja w sprincie |
| Lista systemów punktacji Formuły 1                                    | |

### Formuła Renault 3.5
| Rok  | Zespół           | Wyniki w poszczególnych eliminacjach | Wyniki w poszczególnych eliminacjach | Wyniki w poszczególnych eliminacjach | Wyniki w poszczególnych eliminacjach | Wyniki w poszczególnych eliminacjach | Wyniki w poszczególnych eliminacjach | Wyniki w poszczególnych eliminacjach | Wyniki w poszczególnych eliminacjach | Wyniki w poszczególnych eliminacjach | Wyniki w poszczególnych eliminacjach | Wyniki w poszczególnych eliminacjach | Wyniki w poszczególnych eliminacjach | Wyniki w poszczególnych eliminacjach | Wyniki w poszczególnych eliminacjach | Wyniki w poszczególnych eliminacjach | Wyniki w poszczególnych eliminacjach | Wyniki w poszczególnych eliminacjach | Punkty | Pozycja |
| ---- | ---------------- | ------------------------------------ | ------------------------------------ | ------------------------------------ | ------------------------------------ | ------------------------------------ | ------------------------------------ | ------------------------------------ | ------------------------------------ | ------------------------------------ | ------------------------------------ | ------------------------------------ | ------------------------------------ | ------------------------------------ | ------------------------------------ | ------------------------------------ | ------------------------------------ | ------------------------------------ | ------ | ------- |
| 2014 | Tech 1 Racing    | MNZ                                  | MNZ                                  | ALC                                  | ALC                                  | MON                                  | SPA                                  | SPA                                  | MSC                                  | MSC                                  | NÜR                                  | NÜR                                  | HUN                                  | HUN                                  | LEC                                  | LEC                                  | JER                                  | JER                                  | 20     | 20      |
| 2014 | Tech 1 Racing    | –                                    | –                                    | –                                    | –                                    | –                                    | –                                    | –                                    | –                                    | –                                    | –                                    | –                                    | NU                                   | 18                                   | 16                                   | 9                                    | 16                                   | 2                                    | 20     | 20      |
| 2015 | Arden Motorsport | ALC                                  | ALC                                  | MON                                  | SPA                                  | SPA                                  | HUN                                  | HUN                                  | RBR                                  | RBR                                  | SIL                                  | SIL                                  | NÜR                                  | NÜR                                  | BUG                                  | BUG                                  | JER                                  | JER                                  | 55     | 11      |
| 2015 | Arden Motorsport | 8                                    | 14                                   | NU                                   | 4                                    | 13                                   | NU                                   | 17                                   | 4                                    | NU                                   | 8                                    | 5                                    | NU                                   | NU                                   | NU                                   | 7                                    | 7                                    | 10                                   | 55     | 11      |

### GP2
| Rok  | Zespół            | Wyniki w poszczególnych eliminacjach | Wyniki w poszczególnych eliminacjach | Wyniki w poszczególnych eliminacjach | Wyniki w poszczególnych eliminacjach | Wyniki w poszczególnych eliminacjach | Wyniki w poszczególnych eliminacjach | Wyniki w poszczególnych eliminacjach | Wyniki w poszczególnych eliminacjach | Wyniki w poszczególnych eliminacjach | Wyniki w poszczególnych eliminacjach | Wyniki w poszczególnych eliminacjach | Wyniki w poszczególnych eliminacjach | Wyniki w poszczególnych eliminacjach | Wyniki w poszczególnych eliminacjach | Wyniki w poszczególnych eliminacjach | Wyniki w poszczególnych eliminacjach | Wyniki w poszczególnych eliminacjach | Wyniki w poszczególnych eliminacjach | Wyniki w poszczególnych eliminacjach | Wyniki w poszczególnych eliminacjach | Wyniki w poszczególnych eliminacjach | Wyniki w poszczególnych eliminacjach | Punkty | Pozycja |
| ---- | ----------------- | ------------------------------------ | ------------------------------------ | ------------------------------------ | ------------------------------------ | ------------------------------------ | ------------------------------------ | ------------------------------------ | ------------------------------------ | ------------------------------------ | ------------------------------------ | ------------------------------------ | ------------------------------------ | ------------------------------------ | ------------------------------------ | ------------------------------------ | ------------------------------------ | ------------------------------------ | ------------------------------------ | ------------------------------------ | ------------------------------------ | ------------------------------------ | ------------------------------------ | ------ | ------- |
| 2014 | Hilmer Motorsport | BHR                                  | BHR                                  | CAT                                  | CAT                                  | MON                                  | MON                                  | RBR                                  | RBR                                  | SIL                                  | SIL                                  | HOC                                  | HOC                                  | HUN                                  | HUN                                  | SPA                                  | SPA                                  | MNZ                                  | MNZ                                  | SOC                                  | SOC                                  | YMC                                  | YMC                                  | 0      | 32      |
| 2014 | Hilmer Motorsport | –                                    | –                                    | –                                    | –                                    | –                                    | –                                    | –                                    | –                                    | –                                    | –                                    | –                                    | –                                    | –                                    | –                                    | –                                    | –                                    | –                                    | –                                    | –                                    | –                                    | 22                                   | 17                                   | 0      | 32      |
| 2015 | MP Motorsport     | BHR                                  | BHR                                  | CAT                                  | CAT                                  | MON                                  | MON                                  | RBR                                  | RBR                                  | SIL                                  | SIL                                  | HUN                                  | HUN                                  | SPA                                  | SPA                                  | MNZ                                  | MNZ                                  | SOC                                  | SOC                                  | BHR                                  | BHR                                  | YMC                                  | YMC                                  | 0      | 27      |
| 2015 | MP Motorsport     | –                                    | –                                    | –                                    | –                                    | –                                    | –                                    | –                                    | –                                    | –                                    | –                                    | 15                                   | 14                                   | –                                    | –                                    | –                                    | –                                    | 18                                   | 14                                   | 14                                   | 11                                   | NU                                   | OD                                   | 0      | 27      |
| 2016 | DAMS              | CAT                                  | CAT                                  | MON                                  | MON                                  | BAK                                  | BAK                                  | RBR                                  | RBR                                  | SIL                                  | SIL                                  | HUN                                  | HUN                                  | HOC                                  | HOC                                  | SPA                                  | SPA                                  | MNZ                                  | MNZ                                  | SEP                                  | SEP                                  | YMC                                  | YMC                                  | 23     | 16      |
| 2016 | DAMS              | 2                                    | 7                                    | NU                                   | NU                                   | NU                                   | 13                                   | 10                                   | NU                                   | 11                                   | 10                                   | 16                                   | 12                                   | 14                                   | 17                                   | 13                                   | 11                                   | 15                                   | 15                                   | 14                                   | 10                                   | 9                                    | 12                                   | 23     | 16      |

### Formuła 2
| Rok  | Zespół | Wyniki w poszczególnych eleminacjach | Wyniki w poszczególnych eleminacjach | Wyniki w poszczególnych eleminacjach | Wyniki w poszczególnych eleminacjach | Wyniki w poszczególnych eleminacjach | Wyniki w poszczególnych eleminacjach | Wyniki w poszczególnych eleminacjach | Wyniki w poszczególnych eleminacjach | Wyniki w poszczególnych eleminacjach | Wyniki w poszczególnych eleminacjach | Wyniki w poszczególnych eleminacjach | Wyniki w poszczególnych eleminacjach | Wyniki w poszczególnych eleminacjach | Wyniki w poszczególnych eleminacjach | Wyniki w poszczególnych eleminacjach | Wyniki w poszczególnych eleminacjach | Wyniki w poszczególnych eleminacjach | Wyniki w poszczególnych eleminacjach | Wyniki w poszczególnych eleminacjach | Wyniki w poszczególnych eleminacjach | Wyniki w poszczególnych eleminacjach | Wyniki w poszczególnych eleminacjach | Wyniki w poszczególnych eleminacjach | Wyniki w poszczególnych eleminacjach | Punkty | Pozycja |
| ---- | ------ | ------------------------------------ | ------------------------------------ | ------------------------------------ | ------------------------------------ | ------------------------------------ | ------------------------------------ | ------------------------------------ | ------------------------------------ | ------------------------------------ | ------------------------------------ | ------------------------------------ | ------------------------------------ | ------------------------------------ | ------------------------------------ | ------------------------------------ | ------------------------------------ | ------------------------------------ | ------------------------------------ | ------------------------------------ | ------------------------------------ | ------------------------------------ | ------------------------------------ | ------------------------------------ | ------------------------------------ | ------ | ------- |
| 2017 | DAMS   | BHR                                  | BHR                                  | CAT                                  | CAT                                  | MON                                  | MON                                  | BAK                                  | BAK                                  | RBR                                  | RBR                                  | SIL                                  | SIL                                  | HUN                                  | HUN                                  | SPA                                  | SPA                                  | MNZ                                  | MNZ                                  | JER                                  | JER                                  | YMC                                  | YMC                                  |                                      |                                      | 178    | 5       |
| 2017 | DAMS   | 11                                   | 4                                    | 6                                    | 3                                    | NU                                   | 13                                   | 3                                    | 3                                    | 2                                    | 8                                    | 8                                    | 1                                    | 2                                    | 6                                    | NW                                   | 9                                    | 3                                    | 16                                   | 4                                    | 2                                    | 5                                    | 3                                    |                                      |                                      | 178    | 5       |
| 2018 | DAMS   | BHR                                  | BHR                                  | BAK                                  | BAK                                  | CAT                                  | CAT                                  | MON                                  | MON                                  | LEC                                  | LEC                                  | RBR                                  | RBR                                  | SIL                                  | SIL                                  | HUN                                  | HUN                                  | SPA                                  | SPA                                  | MNZ                                  | MNZ                                  | SOC                                  | SOC                                  | YMC                                  | YMC                                  | 91     | 9       |
| 2018 | DAMS   | 11                                   | 10                                   | 5                                    | 3                                    | 14                                   | 8                                    | 9                                    | 8                                    | 7                                    | 8                                    | 11                                   | 8                                    | 17                                   | 16                                   | NU                                   | 16                                   | 8                                    | 1                                    | 5                                    | 4                                    | 2                                    | NU                                   | NU                                   | 15                                   | 91     | 9       |
| 2019 | DAMS   | BHR                                  | BHR                                  | BAK                                  | BAK                                  | CAT                                  | CAT                                  | MON                                  | MON                                  | LEC                                  | LEC                                  | RBR                                  | RBR                                  | SIL                                  | SIL                                  | HUN                                  | HUN                                  | SPA                                  | SPA                                  | MNZ                                  | MNZ                                  | SOC                                  | SOC                                  | YMC                                  | YMC                                  | 214    | 2       |
| 2019 | DAMS   | 1                                    | 3                                    | 4                                    | 1                                    | 1                                    | 6                                    | 12                                   | 10                                   | 5                                    | 6                                    | 9                                    | 6                                    | 2                                    | 5                                    | 1                                    | 7                                    | OD                                   | OD                                   | 13                                   | 10                                   | 2                                    | 4                                    | 7                                    | 2                                    | 214    | 2       |

### Formuła 1
| Rok  | Zespół          | Samochód       | Silnik                           | Wyniki w poszczególnych eliminacjach | Wyniki w poszczególnych eliminacjach | Wyniki w poszczególnych eliminacjach | Wyniki w poszczególnych eliminacjach | Wyniki w poszczególnych eliminacjach | Wyniki w poszczególnych eliminacjach | Wyniki w poszczególnych eliminacjach | Wyniki w poszczególnych eliminacjach | Wyniki w poszczególnych eliminacjach | Wyniki w poszczególnych eliminacjach | Wyniki w poszczególnych eliminacjach | Wyniki w poszczególnych eliminacjach | Wyniki w poszczególnych eliminacjach | Wyniki w poszczególnych eliminacjach | Wyniki w poszczególnych eliminacjach | Wyniki w poszczególnych eliminacjach | Wyniki w poszczególnych eliminacjach | Wyniki w poszczególnych eliminacjach | Wyniki w poszczególnych eliminacjach | Wyniki w poszczególnych eliminacjach | Wyniki w poszczególnych eliminacjach | Wyniki w poszczególnych eliminacjach | Punkty | Pozycja |
| ---- | --------------- | -------------- | -------------------------------- | ------------------------------------ | ------------------------------------ | ------------------------------------ | ------------------------------------ | ------------------------------------ | ------------------------------------ | ------------------------------------ | ------------------------------------ | ------------------------------------ | ------------------------------------ | ------------------------------------ | ------------------------------------ | ------------------------------------ | ------------------------------------ | ------------------------------------ | ------------------------------------ | ------------------------------------ | ------------------------------------ | ------------------------------------ | ------------------------------------ | ------------------------------------ | ------------------------------------ | ------ | ------- |
| 2020 | Williams Racing | Williams FW43  | Mercedes M11 EQ Performance 1.6T | Austria                              |                                      | Węgry                                | Wielka Brytania                      | Wielka Brytania                      | Hiszpania                            | Belgia                               | Włochy                               | Toskania                             | Rosja                                | Niemcy                               | Portugalia                           | Emilia-Romania                       | Turcja                               | Bahrajn                              | Bahrajn                              |                                      |                                      |                                      |                                      |                                      |                                      | 0      | 21      |
| 2020 | Williams Racing | Williams FW43  | Mercedes M11 EQ Performance 1.6T | 11                                   | 17                                   | 19                                   | 15                                   | 19                                   | 18                                   | 16                                   | 11                                   | NU                                   | 16                                   | 14                                   | 18                                   | 11                                   | NU                                   | 14                                   | NU                                   | 17                                   |                                      |                                      |                                      |                                      |                                      | 0      | 21      |
| 2021 | Williams Racing | Williams FW43B | Mercedes M11 EQ Performance 1.6T | Bahrajn                              | Emilia-Romania                       | Portugalia                           | Hiszpania                            | Monako                               | Azerbejdżan                          | Francja                              |                                      | Austria                              | Wielka Brytania                      | Węgry                                | Belgia                               | Holandia                             | Włochy                               | Rosja                                | Turcja                               | Stany Zjednoczone                    | Meksyk                               |                                      | Katar                                | Arabia Saudyjska                     |                                      | 7      | 17      |
| 2021 | Williams Racing | Williams FW43B | Mercedes M11 EQ Performance 1.6T | 18†                                  | NU                                   | 18                                   | 16                                   | 15                                   | 16                                   | 18                                   | 17                                   | 16                                   | 14                                   | 7                                    | 9‡                                   | 16                                   | 11                                   | 19†                                  | 17                                   | 15                                   | 17                                   | 16                                   | NU                                   | 12                                   | NU                                   | 7      | 17      |
| 2022 | Williams Racing | Williams FW44  | Mercedes AMG F1 M13              | Bahrajn                              | Arabia Saudyjska                     | Australia                            | Emilia-Romania                       | Stany Zjednoczone                    | Hiszpania                            | Monako                               | Azerbejdżan                          | Kanada                               | Wielka Brytania                      | Austria                              | Francja                              | Węgry                                | Belgia                               | Holandia                             | Włochy                               | Singapur                             | Japonia                              | Stany Zjednoczone                    | Meksyk                               |                                      |                                      | 2      | 20      |
| 2022 | Williams Racing | Williams FW44  | Mercedes AMG F1 M13              | 16                                   | NU                                   | 16                                   | 16                                   | 14                                   | 16                                   | 15                                   | 15                                   | 16                                   | 12                                   | NU                                   | NU                                   | 18                                   | 18                                   | 18                                   | 15                                   | NU                                   | 9                                    | 17                                   | 18                                   | 16                                   | 19†                                  | 2      | 20      |

‡ – Przyznano połowę punktów, gdyż zostało przejechane mniej niż 75% wyścigu.

### Podsumowanie
| Sezon     | Seria                                                                   | Zespół                           | Starty           | P1               | PP               | NO               | Podium           | Punkty           | Pozycja          |
| --------- | ----------------------------------------------------------------------- | -------------------------------- | ---------------- | ---------------- | ---------------- | ---------------- | ---------------- | ---------------- | ---------------- |
| 2011/2012 | Skip Barber presents the Mazda (edycja zimowa) – klasa Skip Barber 2000 |                                  | 2                | 1                | 0                | 0                | 1                | 57               | 34               |
| 2012      | Włoska Formuła 3                                                        | BVM Srl.                         | 24               | 1                | 0                | 2                | 0                | 117              | 7                |
| 2012      | Continental Tire Sports Car Challenge                                   | Rehagen Racing                   | 1                | 0                | 0                | 0                | 0                | 2                | 84               |
| 2013      | Toyota Racing Series                                                    | Giles Motorsport                 | 15               | 0                | 0                | 0                | 0                | 503              | 9                |
| 2013      | Masters of Formula 3                                                    | Carlin                           | 1                | 0                | 0                | 0                | 0                | N/A              | 7                |
| 2013      | Brytyjska Formuła 3                                                     | Carlin                           | 11               | 0                | 2                | 1                | 1                | 97               | 5                |
| 2013      | Europejska Formuła 3                                                    | Carlin                           | 30               | 0                | 0                | 0                | 0                | 45               | 15               |
| 2013      | Grand Prix Makau                                                        | Carlin                           | 1                | 0                | 0                | 0                | 0                | N/A              | 9                |
| 2014      | Europejska Formuła 3                                                    | Prema Powerteam                  | 30               | 0                | 0                | 0                | 1                | 128              | 10               |
| 2014      | Formuła Renault 3.5                                                     | Tech 1 Racing                    | 6                | 0                | 0                | 0                | 1                | 20               | 20               |
| 2014      | Seria GP2                                                               | Hilmer Motorsport                | 2                | 0                | 0                | 0                | 0                | 0                | 32               |
| 2014      | Florida Winter Series                                                   |                                  | 12               | 4                | 0                | 2                | 7                | 0                | NS†              |
| 2014      | Brytyjski Puchar Porsche Carrera                                        | Redline Racing                   | 2                | 0                | 0                | 0                | 0                | 14               | 23               |
| 2014      | Grand Prix Makau                                                        | SJM Theodore Racing by Prema     | 1                | 0                | 0                | 0                | 0                | N/A              | 5                |
| 2015      | Seria GP2                                                               | MP Motorsport                    | 8                | 0                | 0                | 0                | 0                | 0                | 27               |
| 2015      | Brytyjski Puchar Porsche Carrera                                        | Samsung SUHD TV Racing           | 8                | 0                | 0                | 0                | 1                | 72               | 11               |
| 2015      | Formuła Renault 3.5                                                     | Arden Motorsport                 | 17               | 0                | 0                | 1                | 0                | 55               | 11               |
| 2015      | Cooper Tires Winterfest – Pro Mazda                                     | M1 Autosport                     | 4                | 0                | 0                | 0                | 2                | 60               | 12               |
| 2016      | Seria GP2                                                               | DAMS                             | 22               | 0                | 0                | 0                | 1                | 23               | 16               |
| 2016      | Formuła 1                                                               | Renault Sport F1 Team            | Kierowca testowy | Kierowca testowy | Kierowca testowy | Kierowca testowy | Kierowca testowy | Kierowca testowy | Kierowca testowy |
| 2017      | Formuła 2                                                               | DAMS                             | 21               | 1                | 0                | 4                | 9                | 178              | 5                |
| 2017      | Formuła 1                                                               | Renault Sport F1 Team            | Kierowca testowy | Kierowca testowy | Kierowca testowy | Kierowca testowy | Kierowca testowy | Kierowca testowy | Kierowca testowy |
| 2018      | Formuła 2                                                               | DAMS                             | 24               | 1                | 0                | 2                | 3                | 91               | 9                |
| 2018      | Formuła 1                                                               | Sahara Force India F1 Team       | Kierowca testowy | Kierowca testowy | Kierowca testowy | Kierowca testowy | Kierowca testowy | Kierowca testowy | Kierowca testowy |
| 2018      | Formuła 1                                                               | Racing Point Force India F1 Team | Kierowca testowy | Kierowca testowy | Kierowca testowy | Kierowca testowy | Kierowca testowy | Kierowca testowy | Kierowca testowy |
| 2019      | Formuła 2                                                               | DAMS                             | 22               | 4                | 0                | 4                | 8                | 214              | 2                |
| 2019      | Formuła 1                                                               | ROKiT Williams Racing            | Kierowca testowy | Kierowca testowy | Kierowca testowy | Kierowca testowy | Kierowca testowy | Kierowca testowy | Kierowca testowy |
| 2020      | Formuła 1                                                               | Williams Racing                  | 17               | 0                | 0                | 0                | 0                | 0                | 21               |
| 2021      | Formuła 1                                                               | Williams Racing                  | 22               | 0                | 0                | 0                | 0                | 7                | 17               |
| 2022      | Formuła 1                                                               | Williams Racing                  | 22               | 0                | 0                | 0                | 0                | 2                | 20               |